# Radiation
Radiation è il decimo album in studio del gruppo musicale britannico Marillion, pubblicato il 21 settembre 1998 dalla Raw Power.

## Descrizione
La copertina è caratterizzata dal numero 10 riportato in colori diversi sia nel nome Marillion sia in quello di Radiation. Da esso è stato estratto come unico singolo These Chains, sesta traccia dell'album.
Nel 2013 la Madfish ha pubblicato una nuova versione dell'album, intitolata Radiation 2013 e contenente il mix originale del 1998 ed un nuovo missaggio del 2013 realizzato da Michael Hunter.

## Tracce
Testi di Steve Hogarth, musiche di Marillion.
1. Costa del Slough – 1:27
2. Under the Sun – 4:10
3. The Answering Machine – 3:47
4. Three Minute Boy – 5:59
5. Now She'll Never Know – 4:59
6. These Chains – 4:49
7. Born to Run – 5:12
8. Cathedral Wall – 7:19
9. A Few Words for the Dead – 10:32

Tracce bonus nell'edizione giapponese
1. The Space – 4:13 (Steve Hogarth, Steve Rothery, Mark Kelly, Pete Trewavas, Ian Mosley, Colin Woore, Geoff Dugmore, Fergus Harper)
2. Fake Plastic Trees – 4:58 (Colin Greenwood, Ed O'Brien, Jonny Greenwood, Philip Selway, Thom Yorke) – originariamente interpretata dai Radiohead

Tracce bonus nell'edizione statunitense
1. Estonia (Acoustic Studio Version) – 6:43
2. Memory of Water (Big Beat Mix) – 8:05 (Steve Hogarth, Steve Rothery, Mark Kelly, Pete Trewavas, Ian Mosley, John Helmer)

## Formazione
Gruppo
- Steve Hogarth – voce, pianoforte e percussioni aggiuntive, cori
- Steve Rothery – chitarra
- Pete Trewavas – basso, cori, chitarra acustica (traccia 5)
- Mark Kelly – tastiera, cori
- Ian Mosley – batteria, percussioni

Altri musicisti
- Erik Nielsen – cori
- Jo Rothery – cori aggiuntivi (traccia 4)
- Viki Price – cori aggiuntivi (traccia 4)

Produzione
- Marillion – produzione
- Stewart Every – coproduzione, ingegneria, missaggio